# Pahlawan (Karang Baru)
Pahlawan is een bestuurslaag in het regentschap Aceh Tamiang van de provincie Atjeh, Indonesië. Pahlawan telt 1029 inwoners (volkstelling 2010).